# 각시수랑
각시수랑은 물레고둥과의 복족류이다. 패각은 계란 모양으로 껍질은 앏고 약하다. 나탑은 낮은 원추형이고 나층은 6층이다. 봉합은 얕지만 뚜렷하다. 수심 10m의 모래펄 바닥에 서식한다. 